# جامعة افتراضية
تقدم الجامعة الافتراضية وهي كما تعرف (بالإنجليزية:Virtual university برامج التعليم العالي من خلال الوسائط الإلكترونية، وعادة ما تكون في الإنترنت. وهنالك بعض المؤسسات التعليمية التي تقدم التعلم عبر الإنترنت كجزء من الدورات الجامعية الممتدة، بينما يقدم البعض الآخر الدورات عبر الإنترنت فقط، وتعتبر بمثابة شكل من أشكال التعليم عن بعد. والهدف من الجامعات الافتراضية هو توفير الوصول إلى الجزء من السكان الذين لن يتمكنوا من الحضور إلى الحرم الجامعي، لأسباب مثل بعد المسافة - حيث يعيش الطلاب بعيدًا جدًا عن الحرم الفعلي لحضور فصول منتظمة؛ وهنالك حاجة إلى المرونة — حيث يحتاج بعض الطلاب إلى المرونة للدراسة في المنزل كلما كان ذلك مناسبًا لهم.
وبعض هذه المنظمات موجودة فقط كما هي مترابطة بشكل فضفاض، الذي يجمع بين الجامعات والمعاهد أو الأقسام التي توفر معا عددا من الدورات، سواءً كانت عبر الإنترنت والتلفزيون أو وسائل الإعلام الأخرى، التي تكون منفصلة ومتميزة عن البرامج التي تقدمها مؤسسة فردية خارج المجموعة.وأما بالنسبة للبعض الآخر فهي منظمات فردية ذات إطار قانوني، ومع ذلك يطلق عليها «افتراضية» لأنها تظهر فقط على الإنترنت، وبدون موقع مادي بإستثناء وحداتها الإدارية. ولا يزال من الممكن تنظيم جامعات افتراضية أخرى من خلال مواقع فعلية محددة أو متعددة، سواءً كانت مع أو بدون حرم جامعي فعلي لتلقي تسليم البرنامج، وذلك يحدث من خلال الوسائط التكنولوجية التي يتم بثها من موقع آخر، حيث يقوم الأساتذة بإلقاء محاضرات متلفزة.
وتتم إدارة تسليم البرنامج في الجامعة الافتراضية من خلال تكنولوجيا المعلومات والاتصالات، مثل صفحات الويب والبريد الإلكتروني والمصادر الأخرى المتصلة بالشبكة.
و نظراً إلى أن الجامعات الافتراضية جديدة نسبيًا وتتنوع على نطاق واسع، فلا تزال هناك أسئلة حول الاعتماد وجودة التقييم.

## التاريخ
تعد السمة المميزة لجميع أشكال وأجيال التعليم عن بعد في الفصل بين الطالب والمعلم في الزمان والمكان.و يمكن اعتبار التعليم عن بعد بمثابة مقدمة للتعلم عبر الإنترنت. وكان قبل ظهور الجامعات الافتراضية، العديد من مؤسسات التعليم العالي التي قدمت بعض التعليم عن بعد من خلال دورات المراسلة المطبوعة. وغالبًا ما يشار إلى هذه الدورات على أنها «دورة تدريبية في صندوق». وقد تم تطويرها بحيث يمكن للطلاب الحصول على ملاحظات فورية تقريبًا من الأساتذة والمعلمين عبر الإنترنت، من خلال رسائل البريد الإلكتروني أو المناقشات عبر الإنترنت.
و عندما تم صياغة مصطلح «افتراضية» لأول مرة بالمعنى الحسابي، تم تطبيقه على الأشياء التي تمت محاكاتها بواسطة الكمبيوتر، مثل الذاكرة الافتراضية.و مع مرور الوقت، تم تطبيق الصفة على الأشياء الموجودة فعليًا والتي يتم إنشاؤها أو حملها عن طريق أجهزة الكمبيوتر.  

وكانت الجامعة المفتوحة في المملكة المتحدة أول جامعة ناجحة بالعالم في التعليم عن بعد. حيث تأسست هذه الجامعة في ستينيات القرن الماضي على أساس الاعتقاد بأن تكنولوجيا الاتصالات يمكن أن تجلب تعليمًا عالي الجودة، وعلى مستوى عالي للأشخاص الذين لم تسنحح لهم الفرصة للحضور في الحرم الجامعي. ونوقشت فكرة «الجامعة اللاسلكية» لأول مرة في هيئة الإذاعة البريطانية BBC (هيئة الإذاعة البريطانية) من قبل العالم التربوي والمؤرخ جي سي ستوبارت. ومن هذه البدايات المبكرة، ظهرت المزيد من الأفكار وفي نهاية الأمر شكل حزب العمل بقيادة هارولد ويلسون لجنة استشارية لإنشاء جامعة مفتوحة.
و بهدف تقديم التعليم العالي لجميع أولئك الذين أرادوا الوصول إليه، توصلت اللجنة إلى سيناريوهات مختلفة قبل أن تستقر على اسم الجامعة المفتوحة . والفكرة الأولى التي طرحت في المملكة المتحدة كانت، أن يكون لها "جامعة عن بعد" تجمع بين المحاضرات الإذاعية، ونصوص المراسلات، وزيارات للجامعات التقليدية. وفي سيناريو "الجامعة البُعادية"، يتم تدريس الدورات على الراديو والتلفزيون، وفي الواقع تبنت العديد من الجامعات استخدام هذه التكنولوجيا لدورات التعليم عن بعد.و تحول اسم "الجامعة البُعادية" إلى "جامعة الهواء", التي لا تزال لديها نفس الهدف المتمثل في الوصول إلى الفئات ذات الدخل المنخفض، والتي لم تتمكن من الوصول إلى التعليم العالي. ولم يستقر الاسم على "جامعة الهواء"، ففي حلول الوقت الذي تم فيه قبول الطلاب الأوائل في يناير 1971، تم تغير اسمها، وأصبح كما هو اليوم "الجامعة المفتوحة أو كما تعرف (بالأنجليزية: Open University).و أثبتت الجامعة المفتوحة أنه من الممكن تدريس دورات على المستوى الجامعي للطلاب عن بعد.
وفي حلول عام 1980، بلغ إجمالي عدد الطلاب في «الجامعة المفتوحة» أو كما تعرف (بالأنجليزية: Open University) 70,000، وكان حوالي 6000 شخص يتخرجون كل عام. وشهدت ثمانينيات القرن الماضي زيادة مستمرة في التوسع مع إدخال المزيد من الدورات والمواضيع. ومع نمو أهمية التطوير الوظيفي، بدأت الجامعة في تقديم دورات تدريبية مهنية إلى جانب برامجها الأكاديمية. وبحلول منتصف التسعينات، كانت الوحدة التنظيمية تستخدم الإنترنت. فأعتبارًا من عام 2008، كان أكثر من 180.000 طالب يتفاعلون مع «الجامعة المفتوحة» عبر الإنترنت من المنزل.
و تم نشر فكرة الجامعة الافتراضية، كمؤسسة تستخدم أجهزة الكمبيوتر والاتصالات السلكية واللاسلكية، بدلاً من المباني ووسائل النقل لجمع الطلاب والمعلمين معًا للدورات الجامعية. وأدخلت هذه الفكرة لأول مرة في أعمال مثل كتاب "De-Schooling Society" من قبل الفيلسوف النمساوي إفان إيليش، الذي أستخدم مفهوم شبكات الكمبيوتر كمفاتيح للتعلم في عام 1970. [بحاجة لمصدر] وفي عام 1971 ألقى جورج كاسي، عالم الأخلاق (الناشط)، سلسلة من المحاضرات حول «فلسفة الاتصالات في التصميم» برعاية فيل جاكلين، الأستاذ في جامعة سان خوسيه، وعضو «لجنة خليج سان فرانسيسكو لوسائل الإعلام المفتوحة والوصول العام.» [بحاجة لمصدر] وتضمنت هذه المحاضرات الخطوط العريضة النظرية لاستخدام الاتصالات ووسائل الإعلام في إنهاء التعليم، وإلغاء تصميم التعليم السائد، ونظام الجامعة الافتراضية الافتراضية البديلة. وبحلول عام 1972، أسس جورج كاسي «الأوقات الخالية من الوسائط - أخذ عينات دورية عشوائية من الوسائط المتعددة لفنون الاتصالات الفوضوية» وكان نموذجًا أوليًا للتعلم عن بُعد، باستخدام «الدوريات متعددة الوسائط»، والتي يشار إليها حاليًا باسم «صفحات الويب». [بحاجة لمصدر] وفي عام 1995، من قبل جون تيفين ولاليتا راجاسينجهام في كتابهما «بحثاً عن الطبقة الافتراضية: التعليم في مجتمع المعلومات» (لندن ونيويورك، روتلدج). وقد استند إلى مشروع بحثي مشترك في جامعة فيكتوريا في ويلينجتون واستمر من 1986-1996. [بحاجة لمصدر] ويسمى مختبر الفصل الافتراضي الذي يستخدم أنظمة اتصالات مخصصة، لتمكين الطلاب من حضور الفصل افتراضيًا أو جسديًا، وكان مدعومًا في البداية من قبل عدد من منظمات الاتصالات. فالغرض منه كان البحث عن العوامل الحاسمة في استخدام تكنولوجيا المعلومات، والاتصالات في التعليم الجامعي.و في عام 1992 انتقل معمل الفصل الافتراضي إلى الإنترنت.
و شارك عدد من الجامعات الأخرى في أواخر الثمانينيات في مبادرات رائدة، وأجريت تجارب بين جامعة فيكتوريا في نيوزيلندا، وجامعة هاواي، وجامعة ولاية أوهايو، وجامعة واسيدا، لمحاولة إجراء دروس ودورات على المستوى الدولي عبر الاتصالات السلكية واللاسلكية.مما أدى ذلك إلى مفهوم الجامعة الافتراضية العالمية.

## الدورات الدراسية
أصبح توفير إمكانية الوصول إلى التعليم العالي لجميع الطلاب، وخاصة المتعلمين البالغين أسهل، وأن معظم الجامعات الافتراضية ليس لديها متطلبات دخول لدوراتهم الجامعية. وهنالك حاجة إلى متطلبات القبول للدورات التي تهدف إلى الدراسات العليا، أو أولئك الذين يعملون في وظائف محددة.
و الدراسة في جامعة افتراضية لديها اختلافات جوهرية عن الدراسة في جامعة تقليدية. حيث لا توجد مباني، ولا يوجد حرم جامعي للذهاب إليه، وهذا لأن الطلاب يتلقون مواد تعليمية عبر الإنترنت.و في معظم الحالات، لا يلزم سوى جهاز كمبيوتر شخصي واتصال بالإنترنت يتطلب وجودًا فعليًا للطلاب في الفصل الدراسي.و يمكن أن تتضمن مواد الدورة التدريبية المواد المطبوعة، والكتب، وأشرطة الصوت، والفيديو والبرامج التلفزيونية، والأقراص المضغوطة / البرامج ومواقع الويب.و يتم تقديم الدعم للمتعلمين من الأستاذ أو المعلم، عبر الإنترنت من خلال رسائل البريد الإلكتروني إذا كانوا يواجهون مشاكل في الدورة.
و إلقاء الدورات عبر الإنترنت يعني أن الطلاب سوف يتعلمون في وقتهم الخاص من خلال قراءة مواد الدورة التدريبية، والعمل على أنشطة الدورة التدريبية، وكتابة الواجبات، وربما العمل مع الطلاب الآخرين من خلال المؤتمرات الهاتفية التفاعلية. ويمكن أن يكون التعلم عبر الإنترنت تجربة عازلة حيث يقضي الطالب معظم وقته في العمل بمفرده. ولا يمانع بعض المتعلمين هذا النوع من التعلم المنفرد، ولكن يجد البعض الآخر أنه عقبة رئيسية أمام إكمال الدورات بنجاح. وبسبب الصعوبة المحتملة في الحفاظ على الجدول الزمني المطلوب لتحقيق النجاح عند التعلم عبر الإنترنت، تطبق بعض الجامعات الافتراضية نفس نوع إدارة الوقت مثل المدارس التقليدية. وكما تعمل العديد من الدورات التدريبية وفقًا لجدول زمني، حيث يتلقى الطالب مع مواد الدورة التدريبية.و قد تشمل هذه الأنشطة المخططة لكل أسبوع من الدورة وتواريخ الاستحقاق للمهام. إذا كانت الدورة تحتوي على امتحان، فسيتم إبلاغ الطلاب بالمكان الذي يتعين عليهم الذهاب إليه لكتابته.
و على سبيل المثال هنالك جامعة تحتفظ بجدول زمني ضيق، الا وهي الجامعة الافتراضية العالمية (VGU) في ألمانيا.و تقدم هذه الجامعة برنامجًا للخريجين «ماجستير دولي في المعلوماتية التجارية» (MBI) -وهو برنامج رئيسي في ماجستير تكنولوجيا المعلومات والإدارة، ويستغرق في المتوسط أربعة فصول دراسية لإكماله (للطلاب بدوام كامل). وتحتوي كل دورة على محاضرة، أو اجتماع صف افتراضي كل أسبوع. بعد ذلك، يحصل الطلاب على واجب منزلي؛ على سبيل المثال، يتعين عليهم حل تمرين، أو توضيح بعض المشاكل، أو مناقشة دراسة حالة، أو إجراء اختبار. ويقدم لهم المحاضرون تغذية راجعة فورية، وبعد أسبوع واحد، يحدث نفس الشيء مرة أخرى.
و يمكن أن تكون الدورات الدراسية مماثلة للجامعة الافتراضية، كالموجودة في الحرم الجامعي في حالات معينة.و على سبيل المثال، توفر جامعة نيويورك تاندون عبر الإنترنت نفس الدورة التدريبية لطلابها، وتكون عبر الإنترنت مثل الطلاب في الحرم الجامعي في مدرسة جامعة نيويورك تاندون للهندسة .و يتم ذلك باستخدام التقنيات المتقدمة.

## طرق التدريس
عندما بدأت الدورات عبر الإنترنت لأول مرة، والذي كان الوضع الأساسي حينها التسليم من خلال شبكة صوتية ومرئية ثنائية الاتجاه.و في ذلك الوقت وكذلك الآن، كانت العديد من برامج الدراسة الافتراضية تعتمد بشكل أساسي على المستندات النصية، ولكن تقنيات الوسائط المتعددة أصبحت شائعة بشكل متزايد أيضًا.و يتم استخدام أوضاع التسليم المستندة إلى الويب من أجل توسيع الوصول إلى البرامج والخدمات، والتي يمكن تقديمها في أي وقت وفي أي مكان.و تتضمن أوضاع التدريس في التعليم الافتراضي دورات تعتمد على النص التشعبي، ومقاطع الفيديو، والتسجيلات الصوتية، ورسائل البريد الإلكتروني، وعقد مؤتمرات الفيديو. وكما يتم استخدام التدريس على الويب من خلال البرامج التعليمية مثل الويب سيتي والبلاك بورد.و انظر أيضا هنا التعليم الافتراضي.

## الجودة
يقوم الطلاب الذين يدرسون دورات "ا فتراضية" بعمل حقيقي للحصول على شهاداتهم، ويقضي المعلمون الذين يعدون هذه الدورات التعليمية ويعلمونها وقتًا حقيقيًا في القيام بذلك. أي أن الطلاب يحققون مستوى مشابهًا من مخرجات التعلم الأكاديمي، ويتم تقييمهم من خلال برامج تم إنشاؤها وفقًا لمعايير المستوى الجامعي القياسية. [بحاجة لتوضيح] وعلى الرغم من أنه لا ينبغي افتراض ذلك، قد يتم اعتماد الجامعات الافتراضية بنفس طريقة اعتماد الجامعات التقليدية، وتعمل وفقًا لمجموعة مماثلة من المعايير الأكاديمية.
ومع ذلك، تبقى الأسئلة حول الاعتماد وجودة التقييم.و الاعتماد بالطبع مطلوب لطمأنة الطلاب، أن المعهد عبر الإنترنت لديه معلمين معتمدين عبر الإنترنت، ولديهم الخبرة والمؤهلات التعليمية لتصميم وتنفيذ المناهج الدراسية.و يجب مراقبة معايير التقييم عن كثب بشكل خاص في الجامعات الافتراضية. على سبيل المثال، سيقوم المستجيبون في دراسات الآراء حول الدرجات عبر الإنترنت، بتصنيف درجة عبر الإنترنت من ستانفورد بنفس درجة الشهادة في الحرم الجامعي، لأنه يتم التعرف على اسم المؤسسة المانحة.